# Parcul din Zastavna
Parcul din Zastavna (în ucraineană Заставнівський парк) este un parc și monument al naturii de tip peisagistic de importanță locală din raionul Zastavna, regiunea Cernăuți (Ucraina), situat în orașul Zastavna. Este administrat de consiliul local.
Suprafața ariei protejate constituie 2 hectare, fiind stabilită administrativ în anul 1979 prin decizia comitetului executiv regional. Statutul a fost acordat pentru conservarea parcului, a cărei temelie a fost pusă la sfârșitul secolului al XIX-lea. Flora include 16 specii de copaci și arbuști, printre care: plopi albi cu vârsta de peste 100 de ani, molid argintiu, Platycladus orientalis, tuia obișnuită, castan sălbatic, plop chinezesc, salcâm, Robinia viscosa, arțar american, nuc, Physocarpus opulifolius, Cornus alba, și alte.